# Сърпетово
Сърпетово (на албански: Serpetovë или Serpetova) е село в Албания, в община Булкиза (Булчица), административна област Дебър.

## География
Селото е разположено в историкогеографската област Голо бърдо, до границата със Северна Македония, южно от Голеища.

## История
В „Етнография на вилаетите Адрианопол, Монастир и Салоника“, издадена в Константинопол в 1878 година и отразяваща статистиката на населението от 1873 година Сепетево (Sèpètèvo) е посочено като село с 5 домакинства с 14 жители албанци мюсюлмани. Според статистиката на Васил Кънчов („Македония. Етнография и статистика“) в Сърпетово живеят 120 души българи мохамедани.
След Балканската война в 1912 година Сърпетово попада в новосъздадената Албания.
В 1915 година, по време на Първата световна война, селото е анексирано от Царство България. Към 1 март 1916 година Сърпетово е част от Горицката община на българската Дебърска околия.
В 1940 година Миленко Филипович пише, че Сърпетово, Серпетово (Српетово, Серпетово) е чисто „мюсюлманско сръбско и албанско село“ с около 150 жители, между които големият род Цамовци, чиито представители има освен в Сърпетово и във Вичища, Дебър и Голевища, общо около 60-70 къщи.
Според Божидар Видоески в Сърпетово живеят „македонци мюсюлмани“.